# The Bad Seed (film 2018)
The Bad Seed è un film per la televisione del 2018 diretto e interpretato da Rob Lowe. Tratto dall'omonimo romanzo del 1954, da cui erano già stati tratti uno spettacolo teatrale e un film cinematografico negli anni cinquanta, il film include un cameo dell'attrice protagonista del film originale, Patty McCormack.

## Trama
Emma e suo padre David (imprenditore di successo) vivono da soli dopo la morte della madre di Emma, defunta da tempo a causa di una malattia. L'uomo frequenta di tanto in tanto delle donne, ma non si lascia mai coinvolgere da nulla di serio: l'unica presenza femminile della famiglia è sua sorella Angela. Quando David assume l'avvenente Chloe come baby sitter, Emma non ne è molto entusiasta; tuttavia la ragazzina ha altro di cui occuparsi: è infatti intenzionata a vincere una medaglia elargita dalla sua scuola allo studente che meglio incarni le virtù che l'istituto promuove. Disposta a tutto pur di ottenerla, perfino a inscenare incidenti in cui è naturalmente lei a risolvere la vicenda, Emma vede il suo compagno di classe Milo vincere la medaglia al suo posto. Furiosa, la ragazzina architetta un terribile piano: dopo aver condotto Milo su una scogliera a strapiombo sul mare ed essersi impadronita della medaglia, lo spinge giù causandone la morte.
Sul momento nessuno sospetta che la ragazzina possa aver ucciso Milo; tuttavia alcuni testimoni affermano di aver visto Emma sulla scogliera e quindi la polizia inizia a indagare in questa direzione. Anche l'insegnante di Emma, Mrs. Ellis, sembra persuasa del fatto che possa esserci qualcosa di strano nella bambina. Nel frattempo, Chloe inizia a lavorare stabilmente come bambinaia di Emma: fra le due nasce un'immediata antipatia e la ragazzina cerca subito di spaventare l'adulta, ricattandola dopo averla vista rubare delle pillole di suo padre. Quando tuttavia Mrs. Ellis e un poliziotto si presentano a casa Grossman per rivolgere alcune domande, Chloe capisce che Emma è collegata alla morte del ragazzino: inizia dunque a spaventarla su che cosa potrebbe accaderle se venisse scoperta (cerca di spaventarla prospettandole che finirà su una sedia elettrica per bambini malvagi di colore rosa), così da poter diventare lei la ricattatrice. Emma comprende nel frattempo come la sua insegnante sia al momento la minaccia più grande: per questa ragione sistema un nido di vespe nell'abitacolo della sua automobile, causando un incidente mortale alla donna.
Quando Chloe ritrova la medaglia che Emma ha sottratto a Milo, la donna fa in modo che David la ritrovi, appendendola a un paralume. Emma a questo punto è costretta a inventare una scusa sul motivo per cui avesse l'oggetto con sé. Una volta persuaso il padre di come il ragazzino le avesse dato la medaglia mentre giocavano insieme sulla scogliera, ben prima dell'incidente, Emma si trova costretta ad accompagnarlo a casa della madre di Milo per restituire a quest'ultima la medaglia. Qui i due scoprono della morte dell'insegnante. L'evento insospettisce e sconvolge David, che non sa più se credere a quanto raccontato dalla figlia; per cui, pensando che possa essere affetta da una forma di psicosi, le prenota una visita presso una psichiatra di esperienza. Emma riesce tuttavia a fare una buona impressione sulla dottoressa, la quale pensa perfino che somigli a lei da piccola. Rincuoratosi, David esce a cena con una donna lasciando Emma a casa con Chloe: la babysitter commette tuttavia l'errore di minacciare ancora una volta Emma e di rivelarle l'intenzione di sedurre suo padre e diventare dunque la sua nuova matrigna.
Emma mette allora in atto un altro terribile piano: dopo aver inscenato una fuga da casa, riesce a rinchiudere Chloe nel laboratorio di suo padre, pieno di sostanze infiammabili e dà fuoco alla struttura. Chloe muore arsa viva: l'evento appare inizialmente come un incidente, tuttavia la polizia non fatica troppo prima di comprendere che l'incendio sia di natura dolosa. David, sempre più preoccupato (anche per via di alcuni incubi nei quali vede persone orribilmente straziate), perde la pazienza e mette alle strette la figlia interrogandola sui misteriosi incidenti in cui hanno perso la vita diverse persone da loro conosciute e riesce finalmente a ottenere una parziale e contorta confessione da sua figlia, la quale sembra tuttavia non mostrare alcun segno di pentimento, cercando solo di giustificare con freddezza le sue atroci azioni. Intenzionato a proteggerla malgrado tutto, l'uomo la porta via con sé in una isolata casa sul lago di proprietà della sua famiglia. Qui la ragazzina si rende tuttavia conto di come suo padre sia molto vicino a non esserle più complice e, dopo avergli dato una sorta di bacio d'addio nel sonno, cerca di assassinarlo aprendo la valvola del gas domestico. Dopo essere riuscito a svegliarsi per la puzza di gas e a salvarsi miracolosamente, David capisce con tristezza che l'unico modo per salvare la ragazzina da sé stessa è ucciderla: l'uomo cerca quindi di somministrarle un cocktail di farmaci disciolti in una cioccolata calda. 
Emma intuisce le vere intenzioni del padre e scambia le tazze: suo padre cade in un sonno profondo e lei prova a sparargli con una pistola trovata in casa. La bambina sbaglia mira e non riesce a ferire suo padre: l'uomo si risveglia ed è così determinato più che mai a uccidere sua figlia. Emma riesce a chiudersi in bagno e a chiamare i soccorsi col cellulare: la polizia è in arrivo, tuttavia il custode della casa riesce ad arrivare sul posto per primo e si imbatte proprio in David che sta per sparare a sua figlia. Ignaro dell'accaduto, l'uomo, ritenendo di far la cosa giusta, spara a David e lo uccide prima che questi possa neutralizzare la sua micidiale bambina. Creduta da tutti la povera e indifesa vittima di un genitore squilibrato, Emma viene adottata da sua zia Angela, portando in tal modo a compimento l'ennesimo piano diabolico.

## Produzione
Lifetime e il produttore Mark Wolper hanno contrattato per anni per la produzione di un remake de Il giglio nero, progetto in cui la sceneggiatrice Barbara Marshall è stata coinvolta fin dal primo momento. La realizzazione del film è stata approvata ufficialmente soltanto nel 2017: la regia è stata a quel punto affidata a Robert Lowe.

## Accoglienza
A partire dalla sua prima messa in onda, il film TV è stato visto da 1,87 milioni di spettatori su suolo statunitense.

## Sequel
Lifetime ha commissionato un sequel dell'opera nel 2021. La messa in onda di tale film televisivo, intitolato The Bad Seed Returns, è prevista per il settembre 2022.